# Oberpostdirektion Konstanz
Die Oberpostdirektion Konstanz war eine Mittelbehörde der Postverwaltung in Konstanz, die zum 1. Januar 1872 entstand. Sie war für den südlichen Teil Badens zuständig und wurde 1934 aufgelöst wurde. Seine Funktion als Post- und Telegrafenamt behielt der Gebäudekomplex bis in die heutige Zeit trotz mehrfacher Umbauten und Renovierungsarbeiten.

## Geschichte

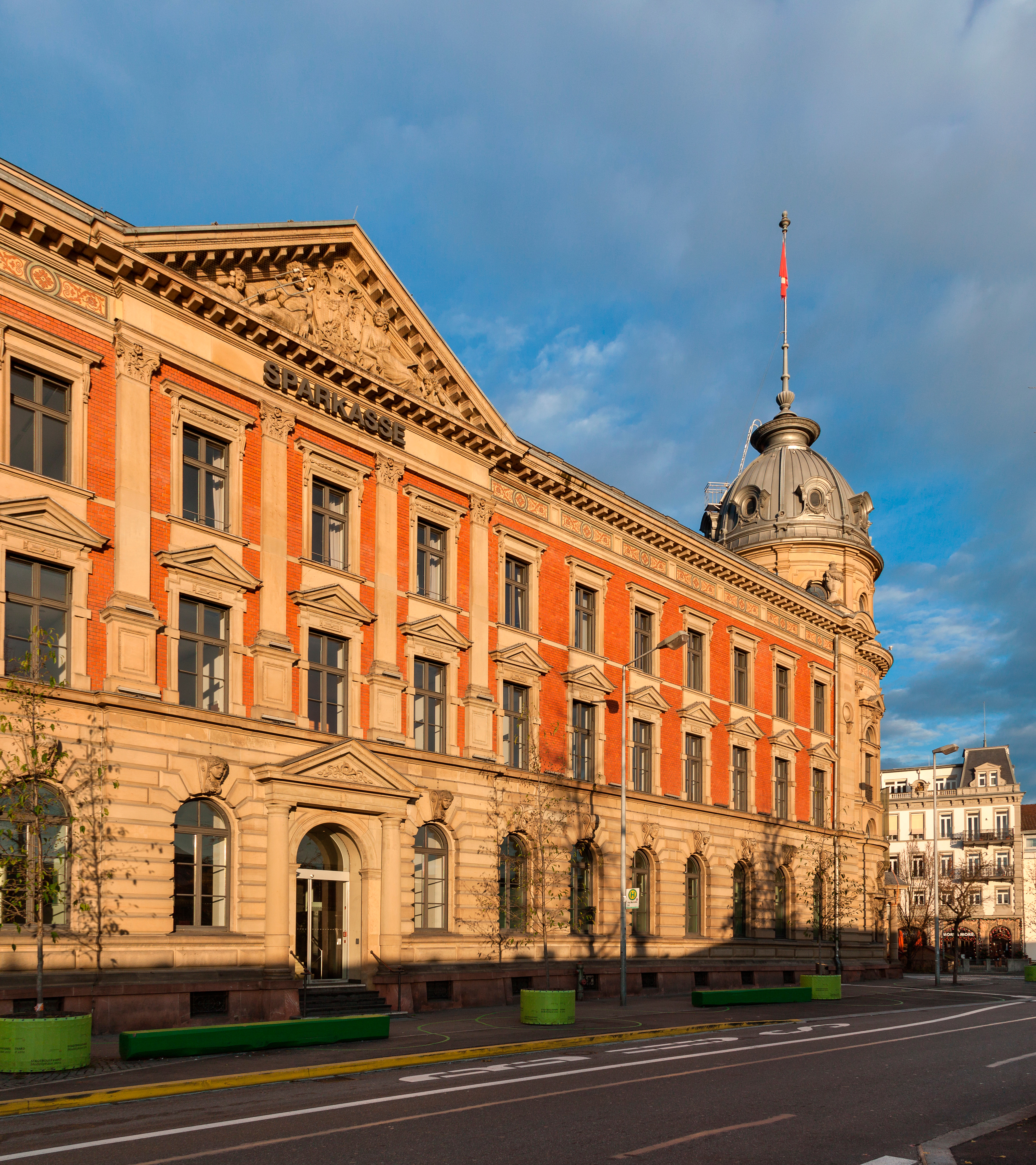
Sparkasse Konstanz, Ehemaliges Postamt, 2012

Historischen Aufzeichnungen zufolge gab es in Konstanz ein erstes Postwesen bereits 1634. Das erste Postamt entstand 1654 und wechselte mehrmals den Standort. Ab 1872 befand sich die Post im ehemaligen Rathaus am Fischmarkt, wo auch die Oberpostdirektion (OPD) ihren Dienst aufnahm. Diese Räumlichkeiten waren schon Anfang der 1880er Jahre zu klein für die rasch gewachsene Behörde. 
Im Februar 1884 wurde im Reichspostamt durch Heinrich von Stephan der Neubau eines Dienstgebäudes für die OPD beschlossen, das auch das Postamt, das Telegrafenamt und das Bahnpostamt aufnehmen sollte. Die Reichspostverwaltung hatte 1885 das knapp 3200 Quadratmeter große Gelände, an dem das 1816 aufgelöste Kapuzinerkloster stand, zwischen Marktstätte, Bahnhofplatz und Dammgasse erworben. Danach begann August Kind, Chef der Reichspost-Bauverwaltung, mit der Ausarbeitung der Bauplanung. Am 28. November 1885 wurde der allgemeine Plan nach Konstanz zur Prüfung gesendet, nach eingereichter Raumbedarfsplanung der Entwurf überarbeitet. Im Februar 1887 erfolgte die Superrevision ohne Widerspruch, und der Reichstag bewilligte die Mittel zum nötigen Grundstückskauf als Voraussetzung für den Neubau. Im Folgejahr konnte der Bau vom Verwaltungsarchitekten und Postbaurat Karl Buddeberg (1856–1934) und der Oberleitung von Postbaurat Ludwig Arnold (1826–1905) begonnen werden. Für die Baukosten in Höhe von 712.100 Mark entstand ein Gebäude für die Unterbringung der Oberpostdirektion, des Post- und Telegrafenamts und des Bahnpostamts. Die feierliche Eröffnung erfolgte am 25. April 1891 mit etwa 100 Festgästen in der geschmückten Schalterhalle und das Gebäude wurde dem Betrieb übergeben. Als Gäste aus Berlin waren Ministerialdirektor Gustav Sachse in Vertretung des Staatssekretärs Heinrich von Stephan sowie August Kind als Architekt zugegen.
Auf Grund der Bestrebungen zur Vereinfachung der Verwaltung wurden 1934 fünf Oberpostdirektionen aufgelöst, neben Konstanz auch Darmstadt, Minden (Westf.), Halle (Saale) und Liegnitz. Der Zuständigkeitsbereich der OPD Konstanz ging auf die Oberpostdirektion Karlsruhe über, die damit ganz Baden umfasste. Zeitgleich wurde die Bezeichnung Oberpostdirektion in Reichspostdirektion (RPD) geändert. Nach 1945 richtete die französische Militärregierung in ihrer Besatzungszone, die in ihrer endgültigen Form nicht mehr Karlsruhe umfasste, eine eigene Oberpostdirektion Freiburg im Breisgau ein. 1988 bestand ihr Bezirk aus folgendem zugeteilten Gebiet: Regierungsbezirk Freiburg, ferner die Landkreise Bodenseekreis, Ravensburg, Sigmaringen und Zollernalbkreis (Regierungsbezirk Tübingen) sowie der Stadtkreis Baden-Baden und die Landkreise Freudenstadt und Rastatt (Regierungsbezirk Karlsruhe).

## Gebäude

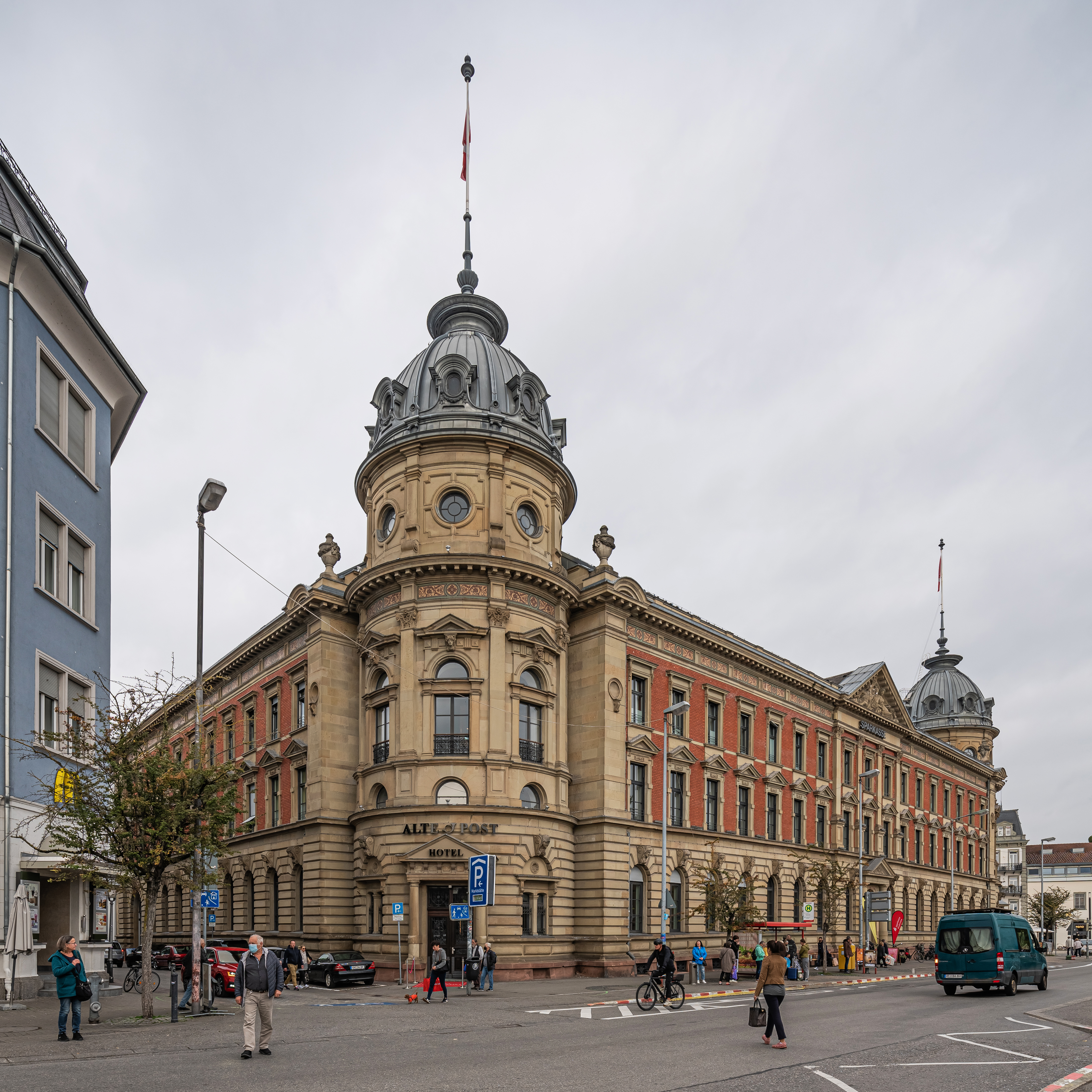
Heute Hotel „Alte Post“, 2022

Die Mauern sind aus Backstein und die verzierte Außenfassade ist aus rotem und gelbem Sandstein gefertigt. Fünf Köpfe über den  Fenstern sollen die fünf Kontinente darstellen und die Reichspost als völker- und weltverbindende Institution darstellen. Dreieckige Friese am Haupt- und Seitenflügel mit Neptun und einer Postgöttin, aus der griechischen Mythologie entlehnt zieren den Dachbereich. Das große Erdbeben von 1911 überstand das Gebäude, auftretende Senkungen im weichen Uferbereich erforderten weitgehende Stützmaßnahmen durch Zementpfähle im Fundamentbereich um die Stabilität zu gewährleisten. Das bis 1934 von der Oberpostdirektion genutzte Postdienstgebäude wurde als Konstanzer Hauptpost mit 44,6 Millionen Mark in den Jahren 1985 bis 1989 unter Wahrung des historischen Erscheinungsbildes umgebaut. 1997 erfolgte durch die inzwischen privatisierte Post der Verkauf des Prunkbaus an die neu gegründete Sparkasse Bodensee als Hauptsitz in Konstanz neben dem in Friedrichshafen. Für etwa 67 Millionen Mark erfolgt die Anpassung des Gebäudes an die Erfordernisse der Sparkasse, der Haupteingang erfolgt über den Innenhof durch einen Glaskubus. Durch die Fusion der Sparkasse mit Friedrichshafen und Überlingen wurden 5500 Quadratmeter frei, die ab 2016 mit weiteren 20 Millionen Euro durch Umbau für die Vermietung an Gewerbe, Gastronomie und ein Hotel vorbereitet wurden.

## Oberpostdirektoren
- 1872–1895: Friedrich Eckardt
- 1895–?: Dehn
- ab 1924 Präsident